# Medole
Medole is een gemeente in de Italiaanse provincie Mantua (regio Lombardije) en telt 3386 inwoners (31-12-2004). De oppervlakte bedraagt 25,9 km², de bevolkingsdichtheid is 133 inwoners per km².

## Demografie
Medole telt ongeveer 1304 huishoudens. Het aantal inwoners steeg in de periode 1991-2001 met 2,9% volgens cijfers uit de tienjaarlijkse volkstellingen van ISTAT.
| Jaar | Inwoneraantal |
| ---- | ------------- |
| 1991 | 3222          |
| 2001 | 3317          |

## Geografie
Medole grenst aan de volgende gemeenten: Castel Goffredo, Castiglione delle Stiviere, Cavriana, Ceresara, Guidizzolo, Solferino.